# Tomcsa Sándor
Tomcsa Sándor (Székelyudvarhely, 1897. augusztus 27. – Székelyudvarhely, 1963. január 18.) magyar író, karikaturista, újságíró elbeszélő, színműíró, művelődési irányító.
A székelyudvarhelyi művelődési élet közismert alakja volt a lokálpatriotizmusáról híres író. Alkotásai a valóság komikumából, groteszk helyzeteiből és ellentmondásaiból táplálkoznak. Novelláiban, karcolataiban a kisvárosi élet, a kispolgár és a kisember humoros, szatirikus ábrázolója. A kisvárosi élet minden területén úgy szolgálta népét, hogy sohasem akart első lenni, csak önmaga. Volt ünnepelt színműíró, megalázott munkanélküli, díjnyertes novellaíró, bohém fiatal, magányos életművész és a műkedvelő színjátszók mindenkori mestere.

## Életpályája
Tomcsa Sándor 1897. augusztus 27-én született Székelyudvarhely Szombatfalva nevű utcájának már a 20. század elején lebontott házában. A kétgyermekes magyar család első gyermeke korán megismerte a nélkülözést. Apja, Tomcsa Sándor Szabolcs-Szatmár megyéből származott, géberjéni parasztcsalád gyermeke 1891-ben került Székelyudvarhelyre pénzügyőri biztosnak. Finkér Gizellával kötött házasságából két gyermek született: Sándor és Klementin.
Tomcsa Sándor alig négyévesen veszítette el édesapját, a huszonkilenc éves pénzügyőrt a szolgálati úton szerzett tüdőgyulladás vitte el. Özvegy édesanyja varrásból tartotta fenn családját.
Az első és második osztályt a székelyudvarhelyi Zárda Iskolájában végezte, a harmadik és negyedik osztályt a Ferenc-rendi Szerzetesek Iskolájában. 1907-től a Római Katolikus Főgimnáziumban tanult 1915-ig. Anyagi gondok miatt nem lehetett a Pesti Képzőművészeti Főiskola tanulója, csak napidíjas a pénzügynél.
1916 augusztusában a 82-es gyalogezreddel egyenesen a harctérre került. A világháború utolsó heteit kórházban töltötte: láblövést és hóvakságot kapott. Ez utóbbi miatt hordott ötdioptriás szemüveget élete végéig.
1918-ban tért haza, de most is le kellett mondania a képzőművészeti főiskoláról a trianoni döntés miatt.
1919-ben mezőgazdasági munkát vállalt. Részt vett a trianoni döntés elleni tüntetésen, ezért hét hónapi börtönbüntetést kellett elszenvednie Nagyszebenben. Kiszabadulása után, 1920-1921 között egyik nagybátyja szamosújvári kerámiagyárában dolgozott. A gyár csődbe ment, így hazakerült Székelyudvarhelyre.
Kolozsvárra ment felvételizni a Képzőművészeti Főiskolára, de álma megvalósulatlan maradt, így csak rajzoló lesz a Hirnök című katolikus lapnál 1923-ig.

## Művészi pályája
1923 márciusában hazament Székelyudvarhelyre, mert úgy érezte, a kisvárosi légkör megfelel számára, és rajzaiból fog megélni. A pénzügynél tudott elhelyezkedni 1929-ig és párhuzamosan végezte sokoldalú tevékenységét.
1923. április 22-29. között első karikatúra-kiállítását tekinthették meg a Református Kollégium tornacsarnokában. A közös kiállítást egyéni követi 1925 áprilisában, amelyről elismerően ír Tompa László.
Első írásait a Tompa László szerkesztésében megjelenő Székely Közélet közli.
1926. január 3-án T-or aláírással a B.Ú.É.K. címűt írását közölte a lap. Ez az írás magában hordozza az újságíró Tomcsa csíráit: a kalandvágyó romantikába vegyülő keserű szatírát. Ez év áprilisában az A stafirung című egyfelvonásos színművét is közölte a lapban, szeptemberben pedig rajzkiállítást hirdet.
A december 18-i szám már egy újabb művészi tevékenységre hívta fel a figyelmet: Amíg a szerző eljut odáig című egyfelvonásos színművét adták elő Az előadás megismétlődött 1937. január 16-án, amelyen Ferenczy Böske dalokat énekelt. Ekkor kezdődött az a beteljesületlen szerelem, amely a síron túl is tartott, egészen Ferenczy Erzsébet haláláig, 1988-ig. Hiába hírneves karikaturista az akkor harmincéves Tomcsa Sándor, nem elég vagyonos ahhoz, hogy feleségül vehesse a nála nyolc évvel fiatalabb hajadont.
1929. június 23-ra hirdetett újabb karikatúra-kiállítást a helyi lap, erről a 110 képet bemutató kiállításról maga Tomcsa számol be. Kacsó Sándor visszaemlékezése szerint ez a kiállítás avatta Tomcsát a Brassói Lapok munkatársává. 1940-ig munkatársa maradt a lapnak, egészen megszűnéséig, de nem költözött Brassóba. Ekkor vált mindennapivá a preferánsz-parti Tomcsa életében. Ezután ritkultak a karikatúrák, a kiállításos rajzestek, de születtek az egyfelvonásosak és azok a kabaré-számok, amelyeket a műkedvelők játszottak a kultúrházban, és a cikkek, tárcák, novellák a mindent elnyelő napilap számára. És titokban rengeteget olvasott.
1934-ben regénnyel lepte meg olvasóit, címe Szvoboda Augusztin rémtette. A regény a családi meleg utáni vágyát fejezi ki, ám a felelősségvállalás számvetésekor a gazdasági helyzet játssza a szerepet. A szereplő, Kassay elmélkedéséből azt olvassuk ki, hogy Tomcsa életéből kiestek a kamaszkori évek: a háború borzalmai elsöpörték. A regény a Brassói Lapok és a Népújság 12. Mellékletében jelent meg az Ajándék regénytár sorozatban. De csak ezt a kiadást érte meg, mert az Erdélyi Helikon hasábjain megjelent Kovács György-recenzió elmarasztalta.
Csak 1938-ban, a kolozsvári Thália Színház drámapályázatán díjazott háromfelvonásos Műtét című színműve irányítja Tomcsára a figyelmet. A darab ősbemutatója 1939. április 28-án volt Kolozsváron. A színmű főszereplője, dr. Ember László álomvilágban találja meg elveszett életét, de ebben benne bujkál a magyar árvaság, a Trianon okozta seb, a tehetetlenséggel párosult kiútkeresés is. A temesvári színtársulat és a marosvásárhelyi is más-más címen tűzte repertoárjára: az előbbi Ahonnan elindultam, az utóbbi pedig Nagy dolgok kicsiben címen. A lapok átütő sikerről értesítik az olvasókat.
Székelyudvarhelyen tovább folytak a Tomcsa-estek, vidám estek vagy konferáló-estek, amelyek városa irodalmi életének külön színfoltjai, az író maga adta elő műveit, sőt rögtönzött karikatúrákkal illusztrálta is. Lírikus hangvételű novellái is születnek, hogy felhívja a figyelmet a háború borzalmaira.
Az 1940-es bécsi döntés után megszűnt a Brassói Lapok, Tomcsa munkanélkülivé vált. Benyújtotta kérelmét a Magyar Királyi Pénzügyminisztérium illetékeseihez, korábbi pénzügyi tevékenységére hivatkozva. Megkapta az állást, 1943-ban I. osztályú adótiszt lett. 1944-ben a haza újra a frontra szólítja, ezúttal az Úz völgyébe. Itt vészelte át a második világháború borzalmait.
A háború után Tomcsa elvesztette bérlakását, munkanélkülivé vált, csak alkalmi közlések honoráriumából élt. Születtek az egyfelvonásosak, jelenetek a Tomcsa-estekre.
1945-ben a Népvédelem kultúrfelelőse lett Székelyudvarhelyen és 1946-ban tagja lett a Romániai Magyar Írók Szövetségének. A tagsággal jogot szerzett a könyvkiadáshoz.
Írásait 1946-tól közli az Utunk, 1947-től pedig a Romániai Magyar Szó.
1949 áprilisában a bukaresti kiadó nyomdájában elkészül a Jubélium című háromfelvonásos színműve, ami 1948-ban már díjat nyert Magyarországon.
1950-ben kinyomtatták A patkány című egyfelvonásosát, amit románra is lefordítottak. Háromfelvonásos színművei nem nyertek elismerést, így kéziratban maradtak. Legnagyobb hibájuk a szocialista művészet szimplista felfogása: a bohózati elemeket erőszakoltan alkalmazza.
1956-ban kerül ki a nyomdából a Vese velővel című novelláskötete.
1957-ben megjelenik Az utolsó szalmaszál című háromfelvonásos színműve, amelyet a kolozsvári Állami Magyar Színház be is mutatott.
A gól című novellájával megnyerte az Igaz Szó pályázatát.
1959-ben megjelent a Tinta és tus című kötete, amely szatirikus novellákat és karcolatokat tartalmaz. Ebben az évben tüntették ki a Nagy Nemzetgyűlés Munkaérdemrendje fokozattal.

## Utolsó évei
1960-tól bibliográfiai adatokat kérnek tőle a Budapesten készülő Magyar irodalmi lexikon számára, bemutatják Az utolsó szalmaszál című háromfelvonásos színművét Kolozsváron.
1961-ben közli az Igaz Szó Születésnapra című háromfelvonásos színművét, az Előre Naptár is közöl írást tőle, de a Vörös Zászló 1962-i ünnepi számáról elkésett.
Továbbra is szervez Tomcsa esteket, az utolsó Tomcsa-esten egy sajátos technikát alkalmazott: az elsötétült színen csak a szerző hangja töri meg a csendet: „Kedves Közönség! Én most eltűnök, de ne tessék búsulni, majd újra felbukkanok!”
Egészségi állapota megromlott, a székelyudvarhelyi kórházban gyógyították gyomorfekélyét. 1963 elején jelentkezett a kórház belgyógyászati osztályán, ahol műtéttel eltávolítottak egy nyaktájéki áttétes mirigyet. Tüdőrák vitte el 1963. január 18-án.

## Művei utóélete
Halála előtt fejezte be az Őszi tárlat című háromfelvonásos színművének borítólap-tervét. Sajnálatos módon, azóta sem nyomtatták ki ezt a vígjátékát.
Tomcsa Sándor prózai életművét két kötetben adta ki a Bukaresti Irodalmi Kiadó 1965-ben, Őszi tárlat kisvárosban címmel, Bonyháti Jolán szerkesztésében és jegyzeteivel, Bajor Andor bevezetőjével.
Az első kötetben elbeszélések, karcolatok, lírai hangvételű vallomások, a másodikban pedig riportok, tárcák, pamfletek, jelenetek és a „semmilyen skatulyázást nem tűrő, sajátosan tomcsai írások’’ találhatók.
1973-ban megjelent A fellázadt pofozógép című elbeszélés-kötete, amelyet románra fordított Adrian Hamzea 1976-ban Înghiţitorul de flăcări címen.
1987-ben megjelent az Ezüstlakodalom című kötet, amely háromfelvonásos és egyfelvonásos színműveit tartalmazza, Inczefi Tibor gondozásában a kolozsvári Kriterion Könyvkiadónál.
2000 decemberében megjelent Nagy Teréz Tomcsa Sándor kismonográfia című kötete Székelyudvarhelyen.
2001-ben Az Erdélyi Gondolat Könyvkiadó jelentette meg az Embergyűjtemény című kötetet, amelyet Nagy Pál irodalomtörténész válogatott, szerkesztett és látott el bevezetővel.
2005-ben elkészült Nagy Teréz gondozásában a Tomcsa-hagyaték leltára a Haáz Rezső Múzeum megbízásából Székelyudvarhelyen.

## Emlékezete
A kézirathagyaték 1963 után Ferenczy Erzsébet tulajdonába került, aki emlékszobát nyitott a lakásában - a mai Vár utca 1. szám - majd 1990-ben a Székelyudvarhelyi Múzeum tulajdonába került, a mai Haáz Rezső Múzeum Képtárában levő Tomcsa-emlékszobába.
Róla nevezték el a Székelyudvarhelyi Népszínházat, amely 1998 őszétől Tomcsa Sándor Színház lett.
1997. december 21-én leleplezték szülővárosában a Székely József által készített bronzszobrát a kultúrház melletti sétatér bejáratánál és egy utcát neveztek el róla születésének századik évfordulóján.
A Székelyudvarhelyi Városi Könyvtár kölcsönzőjében is látható egy 110x80 cm-es olaj portréja,
ismeretlen szerző műve.

## Fontosabb megjelent munkái

### Kötetek
- Szvoboda Augusztin rémtette. Kisregény. Brassó, 1934. Ajándék regénytár sorozat, Lap és Könyvkiadó Rt.
- Két egyfelvonásos (Manó, a romlatlan lelkű ifjú, A harmadik), a Brassói Lapok karácsonyi Melléklete, 1934.
- Jubélium. Színmű három felvonásban. Állami Kk. Bukarest. 1949. ápr.
- A patkány. Színmű. ÁKk. Buk. 1950.
- Vese velővel, vidám és szomoró históriák. ÁKk. Buk. 1956.
- Az utolsó szalmaszál. Színmű három felvonásban. ÁIKk. Marosvásárhely. 1957.
- Tinta és tus, szatirikus novellák és karcolatok. ÁIMK. Mv. 1959.

### Posztumusz kötetek
- Őszi tárlat kisvárosban. Elbeszélések, portrék, humoreszkek, regény, riportok, vázlatok, cikkek. 1-2. kötet. (Bajor Andor előszavával, Bonyháti Jolán jegyzeteivel) Irodalmi Kk. Bukarest, 1965.
- A fellázadt pofozógép. Humoreszkek. (válogatta K. Jakab Antal, a fülszöveget Bajor Andor írta IKk. Buk. 1973.
- Înghiţitorul de flăcări. Povestiri. (trad. de Adrian Hamzea, pref. Mircea Sîntimbreanu). Editura Kriterion, Buc. 1976.
- Ezüstlakodalom. Színművek, egyfelvonásosak, jelenetek. (válogatta, jegyzetekkel és utószóval ellátta Inczefi Tibor). Kriterion Kk. Buk. 1987.
- Embergyűjtemény. Székelyudvarhely, 2001.

## Szakirodalom
- T.L. [Tompa László]: Tomcsa Sándor karikatúra-kiállítása elé. Székely Közélet 1925. szept.12.
- Jánosi Andor: Négy színházi est. Pásztortűz 1939. 4-5.
- Kovács György: Szvoboda Augusztin rémtette. Erdélyi Helikon 1935. 1. szám.
- Tompa László: Egy író rajzkiállítása. Székely Közélet. 1936. máj. 30.
- Heszke Béla: Tomcsa Sándor: Műtét. Magyar Lapok 1939. máj. 21.
- Előszó a Műtét bemutatójához. Sajtó 1940. ápr.12.
- Gaál Gábor: A patkány. Utunk 1950. 5. szám.
- Backai László: Vese velővel. Igaz Szó 1956. 9. szám
- Izsák József: A realista rajzforma változatai. Igaz Szó 1965. 10. szám.
- Műsorfüzet: Állami Magyar Színház Kolozsvár 1957. szept. 15.
- Nagy Pál: Egy illuzió szatírája. Igaz Szó 1957. 8. szúm.
- Jánosházy György: Az utolsó szalmaszál. Utunk 1957. 39. szám.
- Oláh Tibor: Az utolsó szalmaszál. Előre 1957. szept 14.
- Gagyi László: Humor és mérték. Igaz Szó 1959. 12. szám.
- Baróti Pál: Szatíra és öncélú humor. Korunk. 1960. 2. szám.
- Hajdu Győző: A mosoly rakétása. Igaz Szó 1960. 9. szám
- Hornyák József: Öt perc Tomcsa Sándorral. Utunk 1960. 51. szám.
- Sütő András: A hetedik évtized küszöbén. Új Élet 1960. dec. 27.
- Tomcsa Sándor: Vese velővel. Korunk 1960. 2. szám.
- Hajdu Győző: A mosoly rakétása. Igaz Szó 1960. 9. szám.
- Hajdu Győző: A ravatal mellett. Igaz Szó 1963. 1. szám.
- Gálfalvi Zsolt: Búcsú Tomcsa Sándortól. Vürüs Zászló 1963. jan. 19.
- Bonyháti Jolán: "Írta és rajzolta". Igaz Szó 1963. 3. szám.
- Sütő András: Emléksorok egy író halálára. Új Élet 1963. 3. szám.
- Bajor Andor: Tomcsa Sándor kritikája önmagáról. 60. születésnapján Igaz Szó 1965. 6. szám.
- Bajor Andor: Tomcsa Sándor. Előszó az Őszi tárlat kisvárosban című kötethez IKk. Buk.1965.I. kötet 5-23.
- Bonyháti Jolán: A kiadásról IKk. Buk.1965. I. kötet 637-638. l.
- Bajor Andor: Tomcsa Sándor. Igaz Szó 1965. 6. szám
- Éltető József: Őszi tárlat kisvárosban. Utunk 1966. 5. szám.
- Lászlóffy Aladár: Élet és halál kisvárosban. Utunk 1966. 6. szám.
- Lászlóffy Aladár: Még egyszer Tomcsa Sándor: az újságíró. Utunk 1966. 10. szám.
- Hecser Zoltán: Udvarhely volt számára a világ. Igaz Szó 1969. 8. szám
- Gagyi László: Tomcsa Sándor: Vese velővel. Igaz Szó 1969. 12. szám.
- Szász János: Szvoboda Augusztin rémtette. Utunk 1971. szept. 3.
- Nagy Pál: felfedeztük a fölfedezőt. Vörös Zászló 1970. márc. 1.
- Marosi Ildikó: Van-e oroszlánunk? Utunk 1970. 9. szám.
- Somlyai László: A néző naplója Temesvárról. Utunk 1970. 10. szám.
- Oláh István: Tomcsa Sándor rajzai. Hargita Kalendárium 1970.
- Szász István: Tomcsa Sándor. Utunk 1971. szept. 3.
- Balázs Imre - Molnos Lajos: Tomcsa Sándor születésének 75. évfordulójára. Utunk 1972. aug. 27.
- Robotos Imre: Emlékezés egy lyukas esernyőre- A Hét 1973. febr. 16.
- Bálint Tibor: Arcképek a köröm hátán. Utunk 1973. ápr. 20.
- Kacsó Sándor: Fogy a virág gyűl az iszap. Kriterion Kk. Buk. 1974. 334. l.
- Kicsi Antal: Tomcsa Sándor 1-2. Brassói Lapok 1975. márc. 15, 22.
- Inczefi Tibor: Tomcsa Sándor a színpadi író. In: Ezüstlakodalom. 1987. 335-344. l.
- Inczefi Tibor: Jegyzetek. In. Ezüstlakodalom. 1987. 345-346. l.
- Hermann Gusztáv: Székelyudvarhely művelődéstörténete. Krit. Kk. Buk. 1993.
- Nagy Teréz: Tomcsa Sándor kismonográfia.Inforess Kk. Székelyudvarhely. 2000.